# Горбах, Альфонс
Альфонс Горбах (нем. Alfons Gorbach, 15 августа 1898, Кёчах-Маутен, Австрия — 31 июля 1972, Грац, Австрия) — австрийский политик, член Австрийской народной партии. Федеральный канцлер Австрии в 1961—1964 годах.

## Биография
Участвовал в Первой мировой войне, в октябре 1917 был ранен в ногу.
Уже в Первой республике (1919—1934) он был политически активен. С 1929 по 1932 год он был в муниципальном совете города Грац, с 1937 по 1938 годы представлял Грац в парламенте Австрии.
После оккупации Австрии Горбах находился в концентрационном лагере Дахау, в 1944 году был переведён в Флоссенбюрг, где он оставался до конца войны.
После войны избран в Национальный совет Австрии, депутатом которого был в течение семи созывов (с 5-го по 11-й). В 1956—1961 председатель Национального совета Австрии.
После выборов в Национальный совет в Австрии в 1959 году Австрийская народная партия стала только второй крупнейшей партией в стране. После падения доверия Юлиусу Раабу главой Австрийской народной партии стал Горбах, избранный на восьмом внеочередном съезде партии. Рааб остался почётным членом партии. Губернатор Штирии Йозеф Крайнер поддержал избрание Горбаха в качестве председателя партии. В то же время Крайнер был избран на пост, который ранее занимал Горбах, и смог расширить своё влияние в федеральной земле Штирия. В 1961, после отставки Юлия Рааба, А. Горбах стал четвёртым федеральным канцлером (1961—1964) Второй Республики.
С падением популярности в Австрийской народной партии большинство членов партии высказалось против кандидатуры Альфонса Горбаха. Вскоре после этого, в сентябре 1963 года, Йозеф Клаус был избран новым председателем партии. Горбах вышел в отставку в феврале 1964 года, и Клаус начал переговоры о новой коалиции, заняв пост канцлера. Горбах вернулся в политику, став в 1964 году депутатом Национального совета, и сохранил своё место до 1970 года. В Австрийской народной партии он был избран почётным председателем до конца жизни.